# Vintervägstjärn, Härjedalen
Vintervägstjärn är en sjö i Härjedalens kommun i Härjedalen och ingår i Ljusnans huvudavrinningsområde. Vintervägstjärn ligger i Rogen Natura 2000-område. Vid provfiske har gädda, harr och lake fångats i sjön.